# Laced/Unlaced
Laced/Unlaced – dwupłytowy instrumentalny album Emilie Autumn. Płyta pierwsza, Laced, jest re-wydaniem On A Day..., kompilacją nagrań na skrzypcach klasycznych. Płyta druga, Unlaced, zawiera wszystkie utwory grane przez Emilie na skrzypcach elektrycznych. Limitowana edycja CD + Book set została wydana 9 marca w nakładzie 2000 kopii na całym świecie.

## Lista utworów
Wszystkie piosenki napisane (z wyjątkiem utworów 1-6 i 11-13 na płycie pierwszej), nagrane i wydane przez Emilie Autumn.
CD 1
1. "La Folia" (Corelli) 10:18
2. "Recercada" (Ortiz) 1:43
3. "Largo" (Bach) 4:02
4. "Allegro" (Bach) 3:21
5. "Adagio" (Leclair) 3:36
6. "Tambourin" (Leclair) 1:52
7. "Willow" (Emilie Autumn) 5:49
8. "Revelry" (Emilie Autumn) 1:56
9. "On A Day..." (Emilie Autumn) 2:30
10. "Prologue (Live)" (Emilie Autumn)
11. "Sonata for Violin & Basso Continuo (Live)" (Lonati)
12. "Chaconne (Live)" (Vitali)
13. "La Folia (Live)" (Corelli)
14. "Epilogue (Live)" (Emilie Autumn)

CD 2
1. "Unlaced" (Emilie Autumn) – 3:26
2. "Manic Depression" (Emilie Autumn) – 5:25
3. "Leech Jar" (Emilie Autumn) – 4:14
4. "A Strange Device" (Emilie Autumn) – 4:16
5. "A Cure" (Emilie Autumn) – 3:06
6. "Syringe" (Emilie Autumn) – 3:23
7. "Cold" (Emilie Autumn) – 3:02
8. "Face The Wall" (Emilie Autumn) – 6:50